# Kelderluik

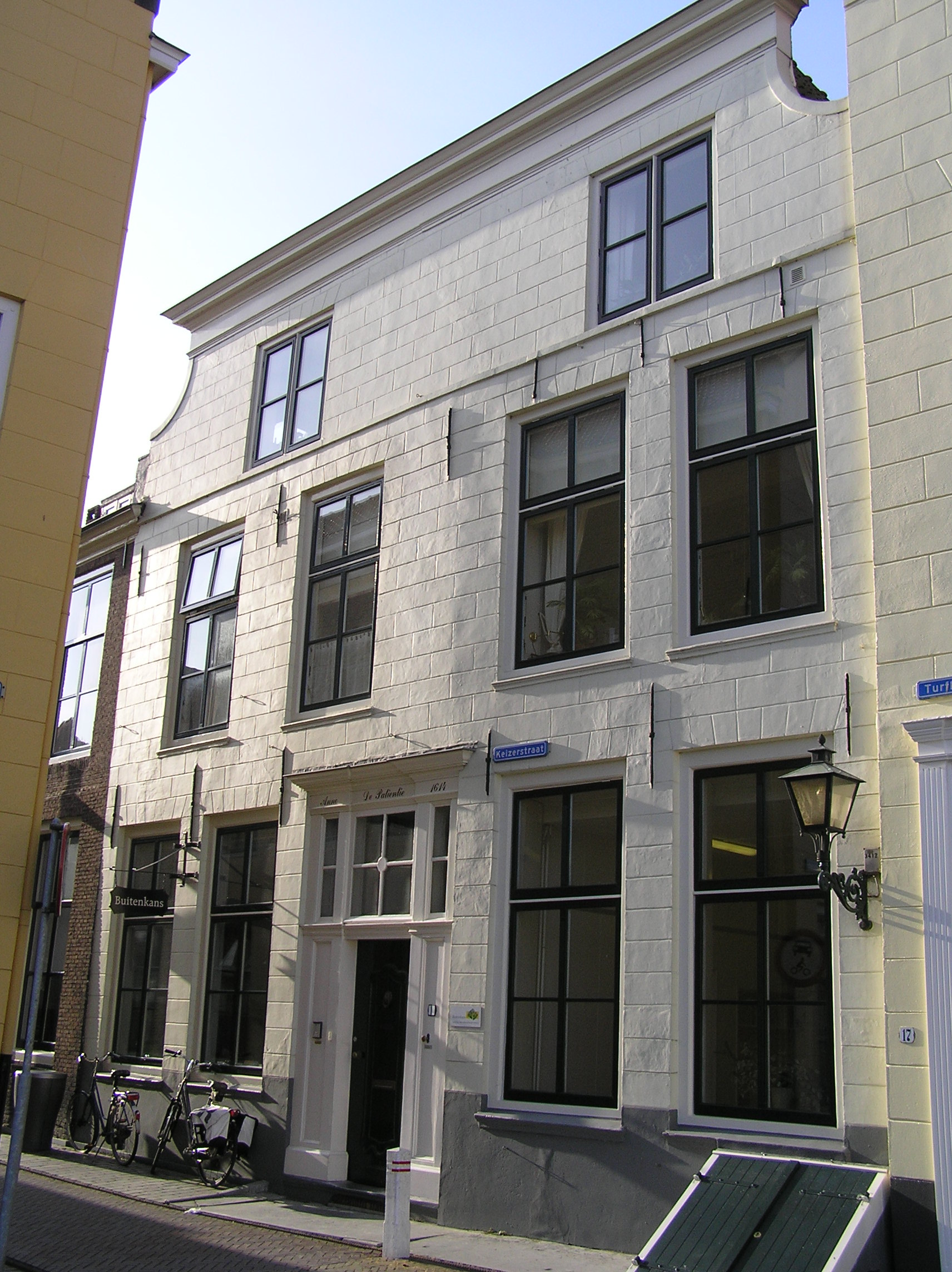
Huis met schuin kelderluik te Goes

Een kelderluik is een luik aan de straatzijde van een gebouw, dat toegang geeft tot de kelder.
Via een dergelijk luik werden in vroeger dagen zware lasten, zoals in vaten verpakte voorraden, naar binnen gebracht, om in de kelder te worden opgeslagen. Ook steenkool werd vaak langs deze weg naar binnen gebracht.
Indien het kelderluik horizontaal voor het huis zou worden aangebracht kon dit gevaar opleveren voor voorbijgangers. Meestal was er sprake van een schuin kelderluik. Ook een in de gevel bevestigd verticaal kelderluik kwam voor.
De deuren van het kelderluik waren doorgaans van hout. In de loop van de 19e eeuw kwamen ook stalen platen in zwang.